# Przejście graniczne Orle-Jizerka
Przejście graniczne Orle-Jizerka – polsko-czeskie przejście graniczne na szlaku turystycznym położone w województwie dolnośląskim, w powiecie karkonoskim, w gminie Szklarska Poręba. Utworzone było w miejscu historycznej przeprawy przez Izerę, zlikwidowane w 2007.

## Opis
Przejście graniczne Orle-Jizerka w rejonie znaku granicznego nr IV/56 (VI/56) zostało utworzone 13 kwietnia 2005. Czynne było przez cały rok: w okresie wiosenno-letnim (kwiecień–wrzesień) w godz. 8.00–20.00, a w drugiej połowie roku w godz. 8.00–18.00. Dopuszczony był ruch pieszych, rowerzystów i narciarzy. Odprawę graniczną i celną wykonywały organy Straży Granicznej. Doraźnie kontrolę graniczną i celną osób, towarów oraz środków transportu kolejno wykonywały: Graniczna Placówka Kontrolna SG w Jakuszycach i Placówka Straży Granicznej w Jakuszycach.
21 grudnia 2007 na mocy układu z Schengen przejście graniczne zostało zlikwidowane.
Do przekraczania granicy państwowej z Republiką Czeską na szlakach turystycznych uprawnieni byli obywatele następujących państw:

1. Republika Austrii
2. Królestwo Belgii
3. Republika Grecji
4. Królestwo Danii
5. Republika Estonii
6. Republika Finlandii
7. Republika Francuska
8. Królestwo Hiszpanii
9. Królestwo Niderlandów
10. Państwo Izrael
11. Japonia
12. Republika Irlandii
13. Republika Islandii
14. Kanada
15. Wielkie Księstwo Luksemburga
16. Republika Litewska
17. Republika Łotewska
18. Republika Federalna Niemiec
19. Królestwo Norwegii
20. Republika Portugalska
21. Republika Słowacka
22. Republika Słowenii
23. Stany Zjednoczone Ameryki Północnej
24. Konfederacja Szwajcarska
25. Królestwo Szwecji
26. Republika Węgierska
27. Zjednoczone Królestwo Wielkiej Brytanii i Irlandii Północnej
28. Republika Włoska
29. Republika Cypryjska[5]
30. Księstwo Liechtensteinu[5]
31. Republika Malty[5].

Nieopodal mostu, po polskiej stronie znajduje się drewniana figura św. Jana Nepomucena.

### Historia
- Historyczne miejsce przekraczania rzeki przez pracowników hut szkła w Orlu i Izerce, a także mieszkańców pierwszej osady zmierzających na nabożeństwa do swojego kościoła parafialnego w Horni Polubný.
- 1901 – otwarto łukowy (rozporowy) most żelbetowy, będący przejściem granicznym między Prusami, a Austrią (jedna z pierwszych konstrukcji w tej technologii).
- 1982 – most został zlikwidowany, prawdopodobnie wysadzony w powietrze.
- 2005 – wiosna, odbudowa mostu.
- 2005 – 15 lipca zostało oddane do użytku przejście graniczne na szlaku turystycznym Orle–Jizerka.
- 2020 – rozebrano most na Izerze po zaledwie 15 latach eksploatacji z uwagi na zły stan techniczny, a wybudowano kładkę[7].
- 2021 – otwarcie nowego mostu[8].

Źródło:

## Galeria

Przejście graniczne Orle-Jizerka
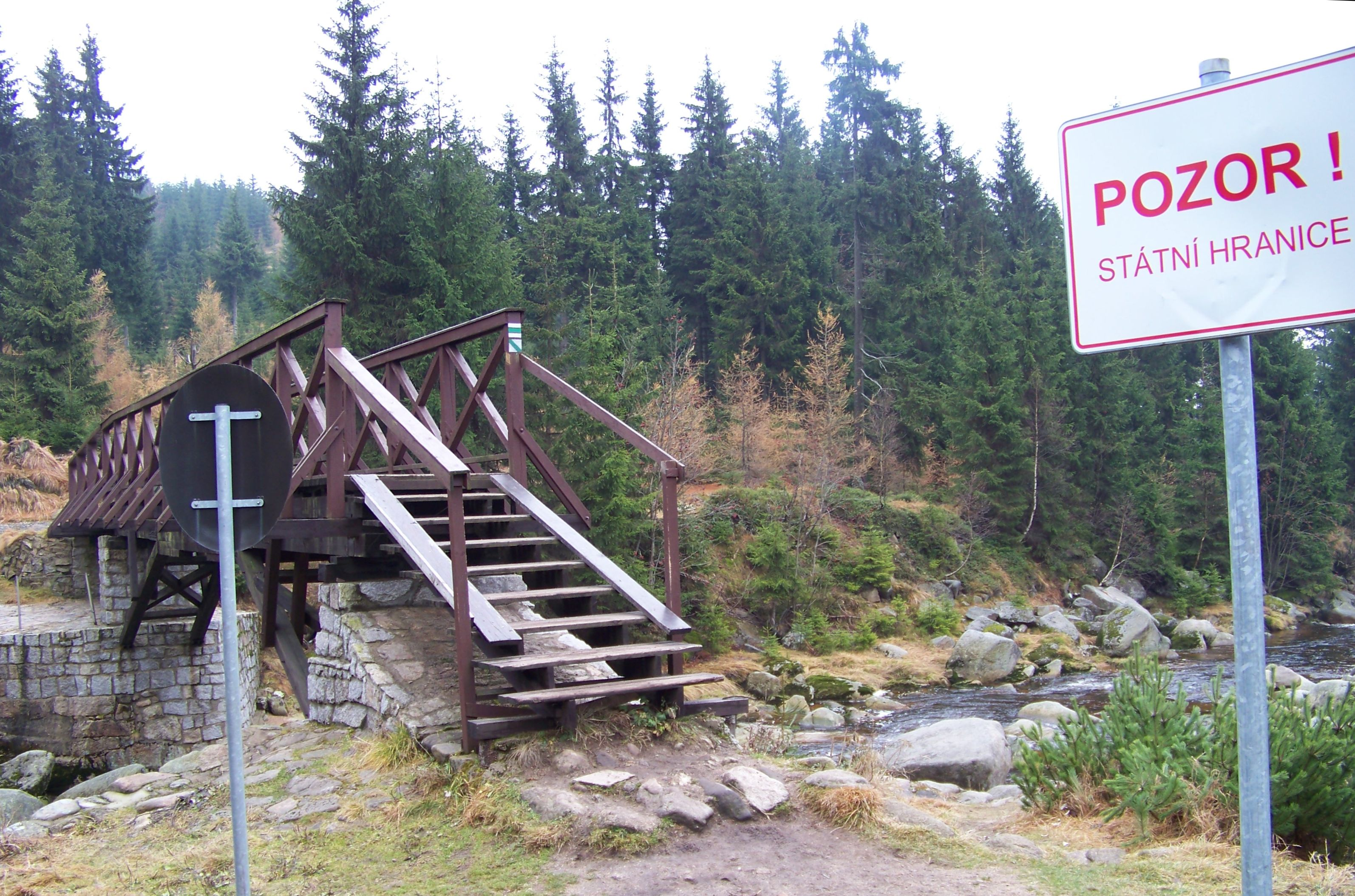
Widok od strony czeskiej (listopad 2009)
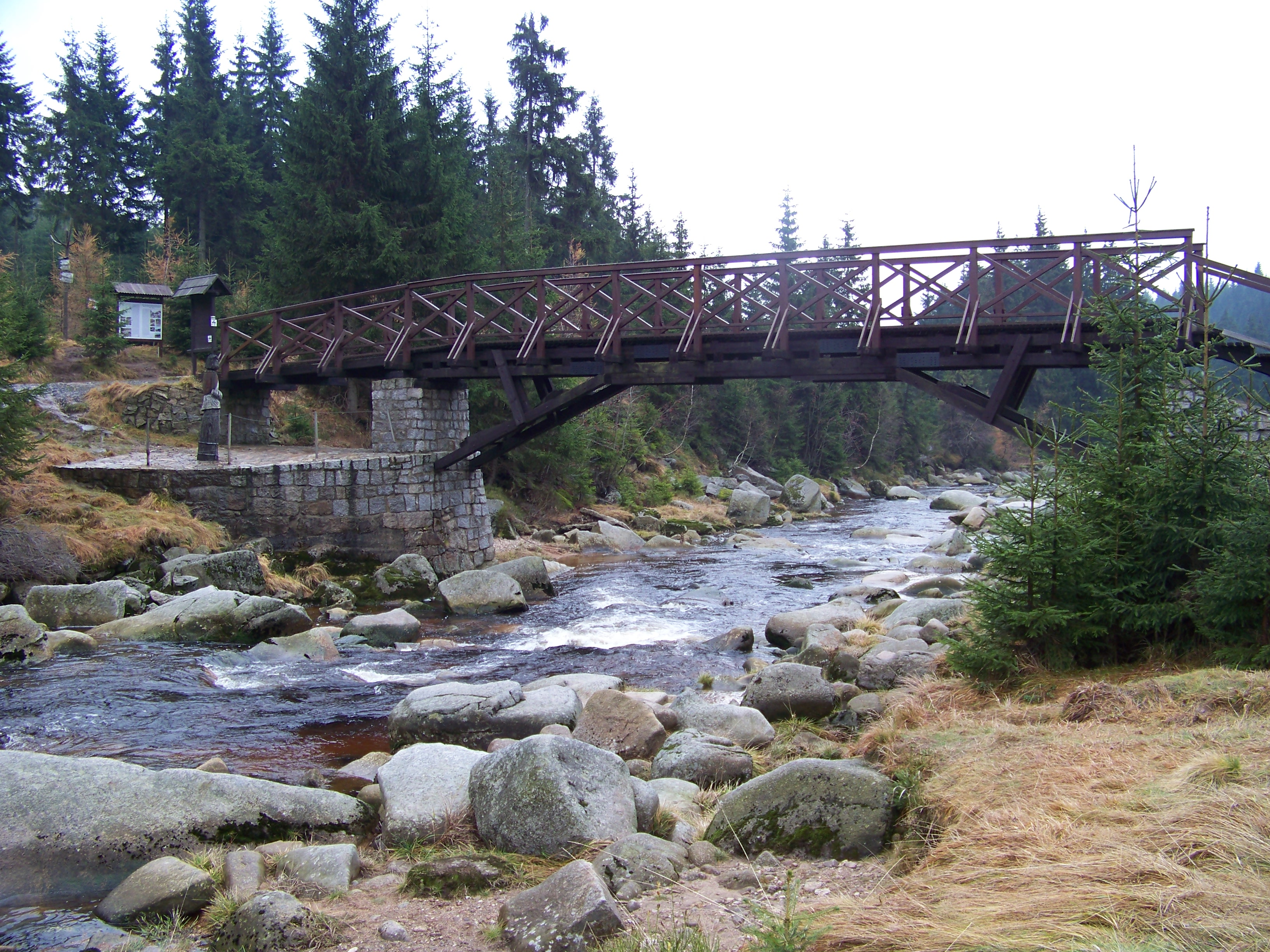
Widok od strony czeskiej (listopad 2009)